# Chrysina boucardi
Chrysina boucardi är en skalbaggsart som beskrevs av Sallé 1878. Chrysina boucardi ingår i släktet Chrysina och familjen Rutelidae. Inga underarter finns listade i Catalogue of Life.